# Kanda Bongo Man
 (février 2016).
Kanda Bongo Man, né Bongo Kanda en 1955 à Inongo (Congo belge, aujourd'hui République démocratique du Congo), est un musicien soukous congolais.

## Biographie
Kanda Bongo Man est devenu le chanteur de l'Orchestre Belle Mambo en 1973, développant un son influencé par Tabu Ley. Sa carrière solo démarre pourtant seulement après son arrivée à Paris en 1979, où sa musique intègre le zouk (un genre musical originaire des Antilles françaises). Ses premiers albums solo, Iyole sorti en 1981 et Djessy en 1982, sont alors des hits[réf. nécessaire].
Il est connu pour avoir modifié la structure du style musical soukous. L'approche précédente était de chanter plusieurs couplets pour finir la chanson par un solo de guitare. Kanda Bongo Man révolutionne[réf. nécessaire] le genre en encourageant les solos de guitare après chaque couplet mais parfois également en début de chanson. Ceci donne naissance au rythme de danse kwasa kwasa où les hanches avancent et reculent, tandis que les mains se déplacent en suivant les hanches.
Kanda Bongo Man s'est entouré de nombreux musiciens. Parmi les siens, beaucoup on eut une carrière solo. Ce fut le cas de Diblo Dibala, sous le nom de Machine Gun. Diblo Dibala était un élément essentiel de l'entourage musical de Kanda Bongo Man pour lequel il a collaboré sur plusieurs disques, dont Kwasa Kwasa et Amour Fou.
Kanda Bongo Man a fait plusieurs tournée en Europe et aux États-Unis. En juillet 2005, il a participé au Live 8 concert, Eden Project en Cornouailles.

## Discographie
- Iyole (1981)
- Djessy (1982)
- Amour Fou (1984)
- Malinga (1986)
- Lela Lela(1987)
- Sai Liza (1988)
- Kwassa Kwassa (1989)
- Isambe Monie (1990)
- Zing Zong(1991)
- Sango (1992)
- Soukous in Central Park (1993)
- Sweet (2010)
- Welcome to South Africa (1995)
- Francophonix (1999)
- Balobi (2002)
- Swalati (2003)
- Non-Stop Feeling (2010)